# 格鲁什-吕许埃勒
格鲁什-吕许埃勒（法語：Grouches-Luchuel，法語發音：[ɡʁuʃ lyʃɥɛl]）是法国上法蘭西大區索姆省的一个市镇，属于亚眠区。该市镇于1809年由原市镇格鲁什（Grouches）和吕许埃勒（Luchuel）合并而成。

## 地理
格鲁什-吕许埃勒（50°10'54"N, 2°22'56"E）面积9.02 平方千米，位于法国上法蘭西大區索姆省，该省份为法国北部沿海省份，北起加来海峡省和北部省，西接滨海塞纳省和大西洋英吉利海峡，南至瓦兹省，东临埃纳省。
与格鲁什-吕许埃勒接壤的市镇（或旧市镇、城区）包括：昂普利耶、阿卢瓦、布克迈松、杜朗、吕舍。
格鲁什-吕许埃勒的时区为UTC+01:00、UTC+02:00（夏令时）。

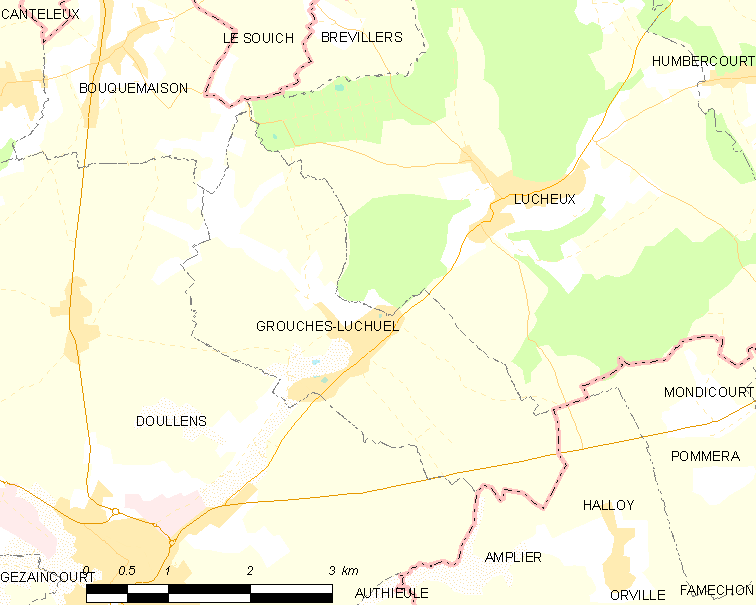
格鲁什-吕许埃勒的OSM定位图

## 行政
格鲁什-吕许埃勒的邮政编码为80600，INSEE市镇编码为80392。

## 政治
格鲁什-吕许埃勒所属的省级选区为杜朗县。

## 人口

1962-2008年间格鲁什-吕许埃勒人口变化图示

格鲁什-吕许埃勒于2022年1月1日时的人口数量为571人。